# 米原村
米原村（よねはらそん）は、鳥取県日野郡にあった村。現在の日野郡江府町、西伯郡伯耆町の一部にあたる。

## 地理
大山西麓の広いすそ野に位置していた。
- 河川：白水川[3]

## 歴史
- 1889年（明治22年）10月1日、町村制の施行により、日野郡大河原村、吉原村、栃原村、大滝村が合併して村制施行し、米原村が発足[1][2]。旧村名を継承した大河原、吉原、栃原、大滝の4大字を編成[2]。
- 1915年（大正4年）大字大滝で大火が発生し19世帯が焼失[3]。
- 1918年（大正7年）4月1日、日野郡金沢村と合併し日光村を新設して廃止された[1][2]。合併後、日光村大字大河原・吉原・栃原・大滝となる[2]。

## 産業
- 農業、林業[3]